# Jean-Baptiste Bassand
Jean-Baptiste Bassand (Baume-les-Dames, 24 novembre 1680 – Vienna, 30 novembre 1742) è stato un medico francese, noto per la corrispondenza epistolare con il proprio maestro Herman Boerhaave e per essere stato il medico personale del duca Leopoldo di Lorena.